# Ctenanthe setosa
Espèce
Ctenanthe setosa est une espèce de plante de la famille des Marantaceae originaire du Brésil.

## Répartition
Forêt primaire du Brésil

## Sources
- (en) NCBI : Ctenanthe setosa (taxons inclus) (consulté le 27 septembre 2013)
- (en) Tropicos : Ctenanthe setosa Eichler  (+ liste sous-taxons) (consulté le 27 septembre 2013)